# Y Aurigae
Y Aurigae är en pulserande variabel  av Delta Cephei-typ (DCEP) i stjärnbilden Kusken. 
Stjärnan varierar mellan visuell magnitud +9,16 och 9,98 med en period av 3,859485 dygn.